# Таємниця щурів 2: Тіммі йде на порятунок
Таємниця щурів 2: Тіммі йде на порятунок (англ. The Secret of NIMH 2: Timmy to the Rescue) — американський мультфільм 1998 року.

## Сюжет
Мишеня Тіммі Брізбен, молодший син Джонатана Брізбена, який одного разу вже вивів всіх зі страшного місця під назвою Н.І.М. Х. Але є одна проблема: Тіммі — новачок. Так що йому спочатку необхідно пройти Курс N101 для навчання героїв. Він вправляється в «Зміїному патрулюванні» та багато іншого, але ще перед здачею випускного іспиту Тіммі доводиться перевірити свої нові знання. Справа в тому, що мишці Дженні потрібна допомога в порятунку її батьків з Н.І.М.Х, з місця, що загрожує всім жителям Тернової долини. Чи впорається Тіммі, адже це дуже складне завдання для такого маленького мишеняти, але Тіммі приймає виклик і доводить, що неважливо якого ти розміру, будь-хто може стати героєм.